# Simplemente María (série télévisée, 1969)
Simplemente María est une telenovela péruvienne diffusée en 1969-1971 sur Panamericana Televisión.

## Synopsis
Une humble servante nommée María Ramos, qui a eu un enfant hors mariage avec Roberto Caride, fils des propriétaires de la maison où María travaillait comme domestique, va, grâce à sa ténacité et à son dynamisme, forcer le destin et surmonter ses difficultés.
Alors qu'elle travaille chez les Caride, María fait la connaissance d'un instituteur, Esteban Pacciarotti, qui organise des cours d'alphabétisation pour adultes. Quand María donne naissance à son enfant, et se voit contrainte de quitter son emploi de domestique chez les Caride, Esteban décide avec sa mère Doña Pierina d'aider la pauvre provinciale en lui offrant le gîte et le couvert. Esteban devient l'ami et le confident de María et l'encourage à aller de l'avant. C'est ainsi que la modeste servante va apprendre la couture et devenir une créatrice de mode prospère et convoitée, qui ne tiendra jamais rancune envers ceux qui l'ont maltraité. Ce sera avec Esteban, qui a su attendre la femme qu'il a toujours aimée, que María décidera finalement de se marier.

## Acteurs et personnages
- Saby Kamalich : María Ramos Flores
- Braulio Castillo : Esteban Pacciarotti
- Ricardo Blume : Roberto Caride / Antonio Ramos
- Elvira Travesí : Doña Pierina
- Mariela Trejos : Teresa
- Regina Alcóver : Inesita "Ita" Caride
- Carola Duval : Inés Caride
- Inés Sánchez Aizcorbe : Angélica
- Luis Álvarez : Tomás
- Alfonso Kaffiti : Ramón
- Fernando Larrañaga
- Orlando Sacha
- Sharon Riley
- Tito Bonilla
- Gloria María Ureta
- Ana Martínez
- Hernán Romero
- Liz Ureta
- Carlos Gassols
- María Cristina Ribal
- Alfredo Bouroncle
- José Vilar
- María Isabel Chiri
- Lola Vilar
- Gladys Rodríguez
- Maricarmen Gordon
- Ricardo Tosso
- Luis La Roca
- Martha Figueroa
- Benjamín Arce
- Juan Bautista Font
- Eduardo Cesti
- Aldo Zignago
- Germán Vegas Garay
- Pepe Cipolla
- Delfina Paredes
- Hudson Valdivia
- Alberto Soler
- Alvaro González
- Pablo Fernández
- Lucía Irurita

## Autres versions
- Simplemente María (1967)
- Simplemente María (1970)
- Simplemente María (1972)
- Rosa de lejos (1980)
- Simplemente María (1989)
- Simplemente María (2015)